# محرک بی‌حرکت
محرک بی‌حرکت (به یونانی: ὃ οὐ κινούμενον κινεῖ، هُو او کینومِنٌن کینِی، «آنچه حرکت می‌دهد بی‌آنکه حرکت داده‌شود») یا محرک نخستین، یک مفهوم فلسفی است که توسط ارسطو به عنوان علت اصلی همه حرکت‌ها در جهان توصیف شد.
آنطور که از نام آن برمی‌آید، محرک بی‌حرکت چیزهای دیگر را حرکت می‌دهد اما هیچ عملی که باعث حرکت آن بشود رخ نمی‌دهد.